# 霍爾西 (內布拉斯加州)
霍爾西（英語：Halsey）是位於美國內布拉斯加州布萊恩縣及托馬斯縣的村。

## 人口
根據2020年美國人口普查的數據，霍爾西的面積為0.50平方千米，皆為陸地。當地共有人口68人，而人口密度為每平方千米136人。